# Cantone di Chécy
Il Cantone di Chécy era una divisione amministrativa dell'arrondissement di Orléans.
È stato soppresso a seguito della riforma complessiva dei cantoni del 2014, che è entrata in vigore con le elezioni dipartimentali del 2015.
Comprendeva i comuni di:
- Boigny-sur-Bionne
- Bou
- Chécy
- Combleux
- Donnery
- Mardié
- Marigny-les-Usages